# Battaglia di Ponta Delgada
La battaglia di Ponta Delgada (detta anche battaglia di São Miguel o specificatamente battaglia di Vila Franca do Campo) ebbe luogo il 26 luglio 1582, al largo della costa dell'isola di São Miguel nell'arcipelago portoghese delle Azzorre, nel corso della guerra di successione portoghese. Una spedizione corsara combinata da francesi, inglesi e portoghesi si scontrò con una flotta composta da portoghesi e castigliani per mantenere il controllo sulle Azzorre, territorio conteso a Filippo II di Spagna da Antonio, priore di Crato e per difendere l'isola dalla sua incorporazione nell'Unione Iberica. I francesi impegnati nella battaglia furono la più grande flotta navale messa in opera oltremare dal regno di Francia prima dell'epoca di Luigi XIV.
Nel primo scontro tra le due flotte di caracche e galeoni, la flotta mercenaria di Filippo Strozzi venne pesantemente sconfitta da uno squadrone spagnolo al comando di Álvaro de Bazán, marchese di Santa Cruz. La vittoria spagnola fu completa poco dopo e gli spagnoli conquistarono le Azzorre, completando così l'incorporazione del Portogallo nell'Impero spagnolo.

## Antefatto
L'unica parte dell'impero d'oltremare portoghese a resistere al re asburgico Filippo II di Spagna (Filippo I del Portogallo) erano le isole Azzorre. La Corona francese aveva inviato una flotta al comando dell'ammiraglio mercenario Filippo Strozzi a sostenere la difesa dell'isola da parte dei legittimisti.
Re Filippo aveva offerto l'amnistia a tutte e sette le isole in caso di resa immediata agli spagnoli, ma il suo messaggero venne male accolto ad Angra, e dovette ritirarsi nell'isola di São Miguel.
Mentre a Lisbona veniva preparata una flotta per soggiogare le sette isole ribelli, il comandante spagnolo di una scorta per una flotta tesoriera, Pedro Valdés, ottenne l'ordine di portare in loco una nuova offerta di perdono, rimandando il più possibile le ostilità. Ad ogni modo, ricevendo la medesima accoglienza dell'inviato, Valdés si persuase a dover assaltare Terceira. In quella che divenne nota come Battaglia di Salga, le sue forze da sbarco di 600 uomini incontrarono la resistenza di numerosi tori selvatici presenti sull'isola che gli abitanti riversarono contro gli attaccanti, costringendoli alla fuga sulle loro navi.
Nel frattempo, Antonio d'Aviz, pretendente al trono del Portogallo raggiunse Calais e da qui si portò in Inghilterra per perorare la sua causa. Francis Walsingham e William Cecil, I barone Burghley accolsero le sue richieste e si accordarono per la costituzione di una spedizione da inviare alle Azzorre: il conte di Vimioso strinse persino un accordo con Francis Drake e John Hawkins, ma Elisabetta I d'Inghilterra non era intenzionata ad entrare in conflitto diretto ancora con Filippo II di Spagna e pertanto Antonio dovette fare ritorno in Francia.

## La battaglia

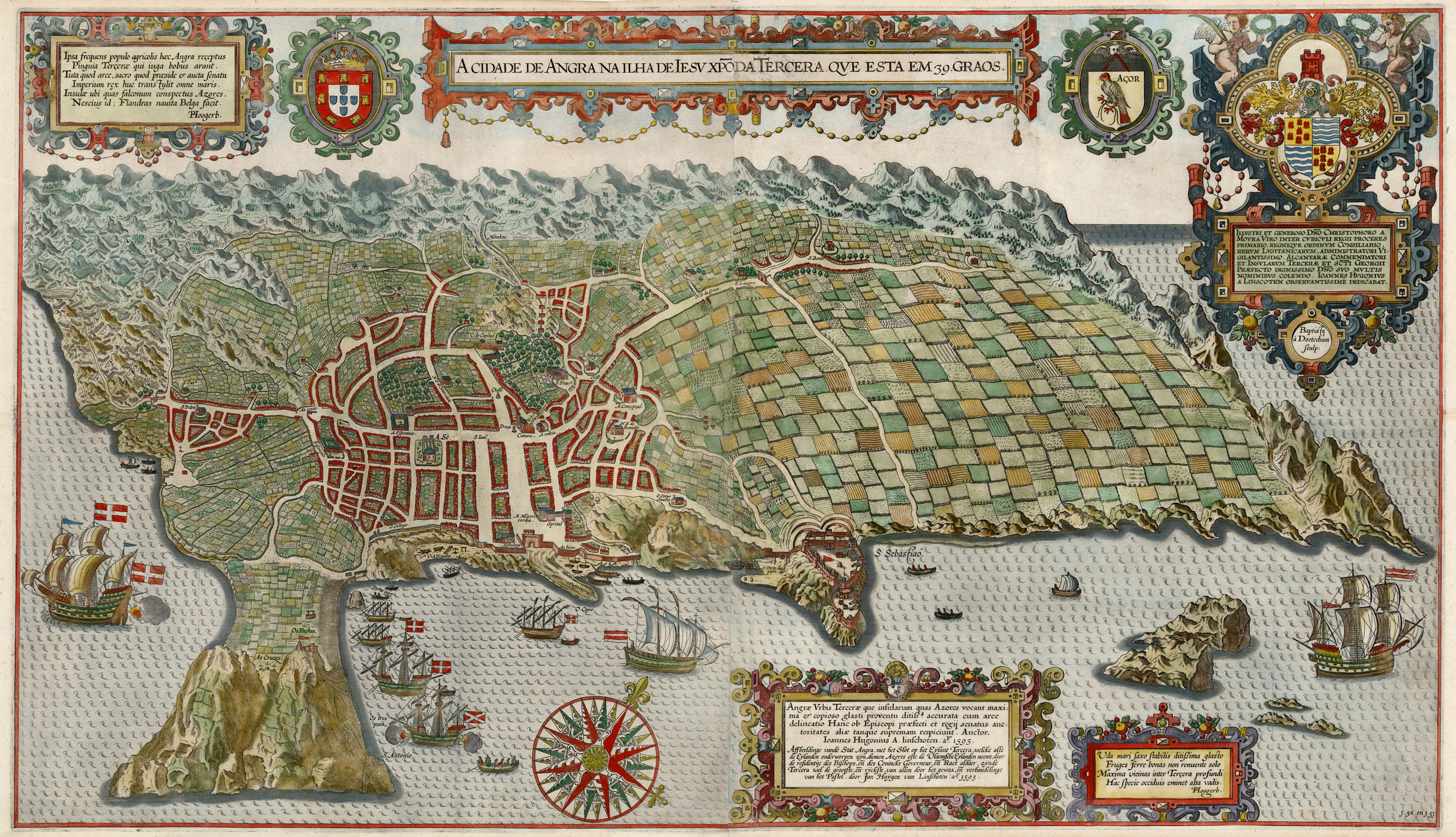
Mappa di Terceira. Disegno di Jan Huygen van Linschoten.

Nel giugno del 1582 la flotta francese di Antonio d'Aviz lasciò Belle Île con l'intento di sottomettere le due isole di São Miguel e Santa Maria e catturare la flotta tesoriera che avrebbe probabilmente fatto tappa alle Azzorre. Ad ogni modo, saputo che Filippo Strozzi era salpato, Santa Cruz fece vela verso le Azzorre con meno navi ma di più larga stazza rispetto a quelle di Strozzi. Giunse troppo tardi per impedire ai francesi di sbarcare a São Miguel, ma in tempo per salvare la capitale, Ponta Delgada.
Dopo i primi scontri il 24 luglio 1582 le flotte battagliarono nuovamente a sud dell'isola di São Miguel. I francesi inizialmente ebbero la meglio col vento in poppa ed attaccarono la retroguardia spagnola con forze notevoli, ma diedero così l'opportunità al comandante spagnolo di riversare contro di loro l'avanguardia spagnola. Gli spagnoli erano superati di numero di 20 a 1 e l'attacco incendiario dei francesi era condotto dal galeone ispano-portoghese San Mateo (São Mateus), un vascello di 750 tonnellate di carico armato di 30 cannoni. Sebbene circondati da forze preponderanti, gli spagnoli furono in grado di respingere tutti gli attacchi alle loro navi. Risposero quindi al nemico, abbordando e catturando due vascelli francesi prima della fine dello scontro. Molte navi francesi abbandonarono lo scontro. Santa Cruz iniziò a recuperare terreno.
Il marchese di Santa Cruz a bordo della sua nave portoghese São Martinho avvistò la nave dell'ammiraglio Strozzi in mezzo al fumo ed al caos della battaglia e, trovatola, concentrò su di essa il fuoco dei suoi cannoni sino ad affondarla quasi. In chiusura alla battaglia, la flotta del pretendente portoghese aveva perso 10 navi che erano affondate o state catturate, oltre a 1000 uomini, tra cui l'ammiraglio Strozzi, che era stato ferito a morte durante l'attacco del marchese di Santa Cruz, e che poi, ancora vivo sebbene pesantemente ferito, era stato gettato in mare dagli spagnoli. Santa Cruz sconfisse i francesi con una combinazione di colpi di cannone e abbordaggi.
Alcuni ritennero che lo Strozzi era stato semplicemente sfortunato dal momento che le sue navi erano state notate direttamente dal marchese di Santa Cruz, e, come Hawkins nella battaglia di San Juan de Ulúa, sulla sua nave era stata usata l'artiglieria con l'intento di affondarla e privare il nemico del proprio comandante. La flotta spagnola pure subì dei danni pesanti: il galeone San Martín (São Martinho) riuscì appena a riprendere il percorso dopo lo scontro.
Il 26 luglio, dopo cinque ore di combattimenti navali, la flotta anglo-francese, indebolita durante la battaglia, venne infine vinta; diciassette altre navi fuggirono. Gli uomini delle navi catturate vennero accusati di pirateria e messi a morte per tale crimine. Questa sentenza sembrò esagerata anche per gli spagnoli e molti soldati e capitani si portarono da Álvaro de Bazán a chiedere grazia per i prigionieri, suggerendo almeno che i francesi fossero risparmiati, considerandoli semplicemente prigionieri di guerra. Álvaro de Bazán rispose negativamente dicendo di star giustiziando dei disertori della volontà del re di Francia, il quale essendo in pace con la Castiglia certamente non avrebbe mai permesso che dei suoi sudditi agissero da pirati contro gli spagnoli con cui la Francia era in pace.

## Conseguenze

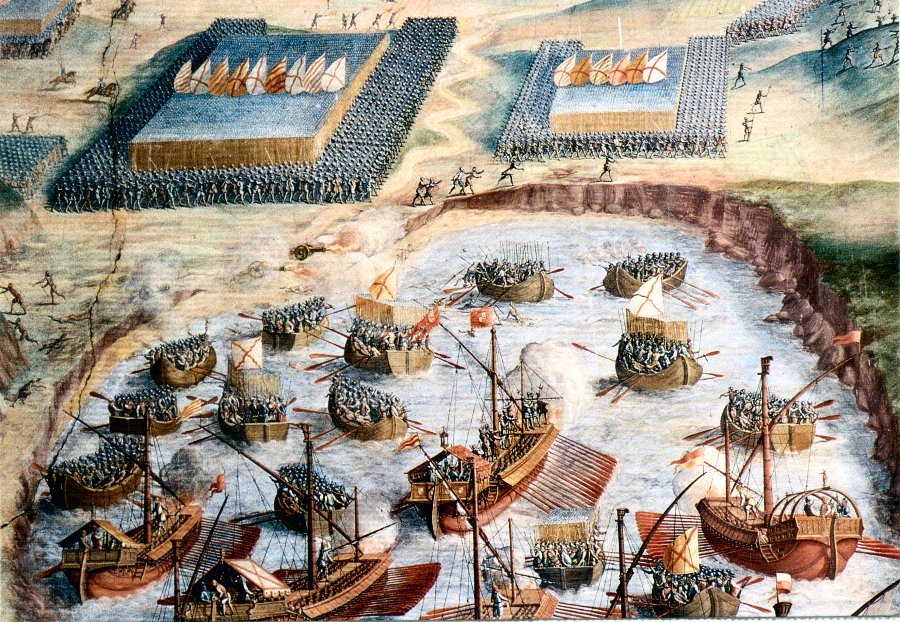
I tercios spagnoli sbarcano a Terceira. El Escorial, Sala delle Battaglie.

Sebbene più grande, la flotta francese era stata improvvisata nella sua composizione e non si dimostrò all'altezza di uno scontro come quello di Ponta Delgada nell'Atlantico.
Malgrado l'uso effettivo dell'artiglieria, infatti, la battaglia venne in gran parte decisa dallo stile tradizionale di abbordaggio del nemico, anche se i portoghesi furono tra i primi a scoprire l'importanza dell'artiglieria navale negli scontri. Apparentemente, l'ammiraglio Strozzi ignorò i consigli dei portoghesi nella sua flotta. Nella battaglia, ad ogni modo, è evidente che lo Strozzi tentò almeno in parte di trovare una tattica strategica adeguata, attaccando un gruppo di navi "in formazione".
L'altro problema per la flotta anglo-francese era la strategia adottata che si rivelò fallimentare e fece perdere al gruppo la battaglia malgrado la superiorità numerica ed il fatto che molte caracche avessero a bordo più cannoni del galeone São Mateus, (per quanto quest'ultimo fosse più robusto e disegnato per una maggiore manovrabilità) con navi di fabbricazione portoghese adatte alla navigazione ed al combattimento nell'Atlantico. Questi galeoni erano inoltre pesantemente armati e con personale specializzato a bordo come bombardeiros o artilheiros. Ad ogni modo, alla fine, la battaglia si risolse alla fine con una battaglia "alla vecchia maniera".
Santa Cruz ottenne una grande vittoria ed il suo ritorno in Spagna venne lodato con trionfi. L'ambasciatore francese alla corte di Filippo II riportò come gli spagnoli in quell'occasione si fossero spinti anche oltre affermando che "nemmeno Cristo era più sicuro in Paradiso, e che il marchese sarebbe stato pronto ad andare a riprenderlo per ri-crocifiggerlo se fosse stato necessario". L'atto ad ogni modo ebbe tremende ripercussioni nei rapporti tra Spagna e Francia: secondo il medesimo ambasciatore da quel momento gli spagnoli presero "sputi in faccia da parte di ogni francese che incontrarono sulla strada."
Terceira rimaneva nelle mani del pretendente al trono portoghese, e nella primavera del 1583 questi riuscì ad aggiungere dei rinforzi alla sua guarnigione con 800 soldati francesi. Il marchese di Santa Cruz, reagì prontamente. Al sicuro nella sua base di Lisbona, preparò un'invasione anfibia con forze preponderanti: 15 372 uomini e 98 navi, tra cui 31 mercantili di notevoli dimensioni convertiti a trasporti truppe, dei piccoli vascelli, dei galeoni, 12 galee e 2 galeazze.